# マーダーライセンス牙&ブラックエンジェルズ
『マーダーライセンス牙&ブラックエンジェルズ』（マーダーライセンスきば アンド ブラックエンジェルズ）は、平松伸二による日本の漫画作品。集英社の漫画雑誌『スーパージャンプ』にて連載された。

## 概要
作者が過去に手掛けた漫画作品『マーダーライセンス牙』と『ブラック・エンジェルズ』のクロスオーバー作品である。前者の主人公「木葉 優児」と後者の主人公「雪藤 洋士」のダブル主人公とし、『マーダーライセンス牙』の政治・国際問題を扱う作風と『ブラック・エンジェルズ』の「一般人の外道を裁く」と言ったテーマを折衷し、また両作品で見られた超人的なバトル描写も交えた内容となっている。
『ブラック・エンジェルズ』は題に中黒が付くが、本作の題は『マーダーライセンス牙&ブラックエンジェルズ』と中黒無しが正式な表記になっている。
なお、『ブラック・エンジェルズ』の作中では第1部終盤で関東が大地震によって壊滅し、関西に新政府が樹立されているが、本作ではその設定は無かったことになっている。一方、原作における関東壊滅後の「ホワイト・エンジェルズ」との戦いは本作でもあった事が語られている。

## 登場人物

### 『マーダーライセンス牙』側
木葉 優児（きば ゆうじ）
『マーダーライセンス牙』の主人公。通称「牙(きば)」。「マッスルコントロール」によって体型を変え、普段は木葉 優子(きば ゆうこ)の名で板垣の主治医として活動するが、有事にはボディーガードとして「核兵器に匹敵する」と評されるまでの働きを見せる。原作では木場優児の姿では平時はスイミングスクールのインストラクターだったが、今作では美容サロンに務めている(作中の言によると日曜日のみ)。
ある事件を機に雪藤と出会い、時に対立しながらも共に悪党と戦う。
板垣 重政（いたがき しげまさ）
日本の元総理大臣にして木葉優児の実父。強気で迫ってくる外交相手や外道に対しても怯まない、高潔な人物である。本作序盤で再び総理大臣の椅子に座る事になる。
ただし本作では、雪藤から庶民の生活を考えるようにと諫言されたり、国民の反対を承知で大銀行への支援を実行するなど、政治家として批判される面があることも描写され、『マーダーライセンス牙』のような完璧な存在ではなくなっている。
東堂 俊介（とうどう しゅんすけ）
内閣情報調査室長。板垣を心から尊敬し、板垣からも全幅の信頼を置かれる人間の一人であり、数々の「牙指令」に関わってきた。
本作中盤、テロ組織「ゼウスの剣」教祖のミノタウロとの戦いにて、ミノタウロに向けて撃った銃弾を跳ね返されて致命傷を負い、命を落とす。しかし後に『ザ・松田 超人最強伝説』にて何事も無かったかのように再登場を果たした。

### 『ブラック・エンジェルズ』側
雪藤 洋士（ゆきとう ようじ）
『ブラック・エンジェルズ』の主人公。本作では普段は頼りない青年で、暗殺や戦闘の際には冷徹な暗殺者になる二面性で描かれ、原典第1部に近い人物像で登場する。一方、必ずしも外道を殺すとは限らず、場合によっては重傷を負わせたり警察に突き出す程度に留めるなど、やや軟化している。
ホワイトエンジェルや勇気を下した後も、自転車で世界各国を旅しながら外道と戦っていたが、とある切っ掛けから風俗嬢のナミの元へ身を寄せ、ヒモとなる。木場とはある国で外道と戦った際に知り合い、同じ宿命を背負った彼を「兄弟」と呼ぶ事もあった。
本作ではスポークが使えない際の対処法として、鍛錬した手の指で相手を刺し貫く技・指剣を披露している。
松田 鏡二（まつだ きょうじ）
中盤から登場。『ブラック・エンジェルズ』第1部終盤で頭部を撃たれて死亡したと思われたが、本作で実は生存していたことが判明した。テロ組織「ゼウスの剣」教祖のミノタウロとの戦いの際、その特殊能力に手も足も出なかった雪藤と木葉の前に現れ、圧倒的なパワーでミノタウロを倒し、ブラックエンジェルズとしての復帰を果たす。
その死を看取ったはずの雪藤から生き延びた理由を問われた際には、「いんだよ 細けえ事は」の一言で済ましていた。
原典に輪を掛けて超人化しており、屈強な人間の腕を拳一つで粉砕する、闘技場の対戦相手を場外の壁まで殴り飛ばす、ジャンボジェット機を素手で受け止めるといった離れ業が描かれている。
本作以後の活躍は『ザ・松田 ブラックエンジェルズ』で語られる。

### 本作オリジナル
加藤 ナミ（かとう ナミ）
雪藤と同棲している風俗嬢。第1巻の時点では22歳。幼少時代は養護施設で虐待を受け、施設を脱走した後は身体を売って生活費を稼ぐといった暗い人生を送ってきたが、空腹で動けない雪藤に気まぐれでパンをあげたことをきっかけに彼と同棲を始める。それにより生活を改め、雪藤と一緒に暮らすことに幸せを見出すようになった(雪藤がヒモになっていることも容認している)。ある事件で雪藤の裏の顔を知るが、それでも彼の傍を離れる事は無く同棲を続けている。一時期、木場優子が雪藤と恋仲なのではと疑った事もある。
当初は一般人だったが、ある事件で人の心を読む超能力を身につけ、ブラック・エンジェルズの1人として雪藤をサポートする。人の心を読む際は指をしゃぶる仕草をする。初期と後期とではやや口調が変わっており、特にブラック・エンジェルズに覚醒して以降は「ヒトコロチ(人殺し)」「ちらい(辛い)」などと舌足らずな喋り方をするシーンも見受けられた。
本作以降には登場しておらず、雪藤も再び自転車の旅暮らしに戻っている。
ミノタウロ
テロ組織でもある新興宗教団体「ゼウスの剣」の教祖。多くの信徒を悪魔の思想で洗脳し、且つ非人道的な訓練によって超常的能力が開花したテロリストに育て上げている。「ミノタウロ」を名乗っているが、被っているマスクはバフォメットに近い。アフリカで最も貧しいとされるF国の出身者であり、敵対部族に家族や仲間を皆殺しにされ、自身も全身に十字架の傷を刻まれた挙句、両目を潰された。その経験から憎しみのみを力とし、血で血を洗う殺戮の世界を望むようになる。数年前に全ての運動エネルギーを跳ね返す「第三の目」に覚醒し、ゼウスの剣の教祖として暴虐と殺戮の限りを尽くし、かつて木場が戦いを繰り広げた「WHO」と結託して日本にまでテロの手を伸ばす。嘗て第三の目に覚醒した直後、敵部族に襲われた際に松田に助けられており、「そのドス黒いエネルギーを悪用したら殺す」と忠告を受けていた。第三の目によって雪藤と木場を圧倒し、東堂もその犠牲になるが、忠告通り現れた松田によって第三の目の力を突き破られ、呆気なく倒された。第三の目が松田に通じなかった理由は、松田曰く「ド外道をブッ殺すのにへ理屈はいらねえ」。
ホワイト・エンジェルズ
終盤に登場する、本作最後の敵。かつて雪藤が倒したホワイト・エンジェルズの仲間で、雪藤と松田はその名を聞いて驚愕する。ホワイト・エンジェルズのリーダーであった神霊士に似ているが別人である。I国ではジンニと呼ばれる預言者として活動する一方、I国元大統領フゼイン配下の暗殺者の顔を持ち、来日した米大統領ビンス・バッシュの暗殺を目論む。あらゆる物質と同化する能力を持ち、自分に対するいかなる攻撃も無効化してしまう。作中ではホワイト・エンジェルズとしか名乗らず、個人名は不明。
最終盤にてジャンボジェット機をハイジャックして首相官邸に突入させるが、松田に阻止される。その後、バッシュ大統領を直接殺害すべく首相官邸に乗り込み、一切ダメージを受けないその性質で雪藤たちを苦しめるが、雪藤と木葉の絶対空を受けて致命傷を負う。それでもなお再生しようと目論むも、松田に粉砕されて死亡した。